# 小川城 (駿河国)
小川城（こがわじょう）は、静岡県焼津市西小川5丁目付近にあった日本の城（平城）。駿河国志太郡小川に勢力を張り、法永長者と呼ばれた長谷川氏の居館。

## 概要
静岡県中部、瀬戸川や大井川などの複数の河川により形成された志太平野の沖積低地に所在する平城である。
城主の「法永長者（法永居士）」とは『今川記』に「山西の有徳人」（西駿河の富豪）と書かれた長谷川次郎左衛門正宣（政宣とも）のことで、長谷川氏は当城の南東、黒石川河口にある小川湊の物流を管轄して栄えていたと考えられている。正宣は、1476年（文明8年）に駿河国の守護・今川義忠が塩買坂（菊川市）で討死し、義忠の嫡男・龍王丸（後の今川氏親）と小鹿範満による家督争いが勃発した際、伊勢盛時（北条早雲）の執り成しにより龍王丸とその母・北川殿を一時的に保護し、これ以降今川氏被官となった。
長谷川元長の代となった1526年（大永6年）には、連歌師・宗長を当城に招き連歌会を催した記録がある（『宗長日記』）。
廃城の時期については、1568年（永禄11年）に開始された武田信玄の駿河侵攻により、西駿河が武田勢に掌握された1570年（永禄13年）頃と考えられている。当時の城主・長谷川正長（元長の子）は徳一色城（藤枝市）に移って戦っており、小川城で戦闘があった記録はないが、発掘調査で城跡から出土した遺物には火を受けたものが多くあったことから、長谷川氏が当城を放棄した際の放火か、あるいは空城となった後に武田勢の襲撃を受け焼失したのではないかと推定されている。

## 道場田・小川城遺跡
城跡は水田地帯となっていたが、1979年（昭和54年）から、当地での土地区画整理事業に伴う発掘調査が行われ、小川城の遺構が検出された。城跡だけでなく、下層に古墳時代（5世紀後半）の小区画水田遺構や遺物包含層を持つため、「道場田・小川城遺跡」と呼ばれる。城は長辺約150メートル、短辺約90メートルの長方形をした単槨式城館で、幅15メートルの堀が四方を巡り、土橋状の虎口も検出された。堀の内部は少なくとも3つの区画に分かれ、その内の一区画では南向きの掘立柱建物が見つかり、主殿と見られている。周辺からは15世紀後半から16世紀前半にかけての陶器や、中国大陸からの輸入青磁など贅沢品を含む遺物が出土し、城外の集落遺構と比べて出土品の質の差が大きく、長谷川氏の繁栄を物語るものだったという。